# أجهزة طرف الجناح

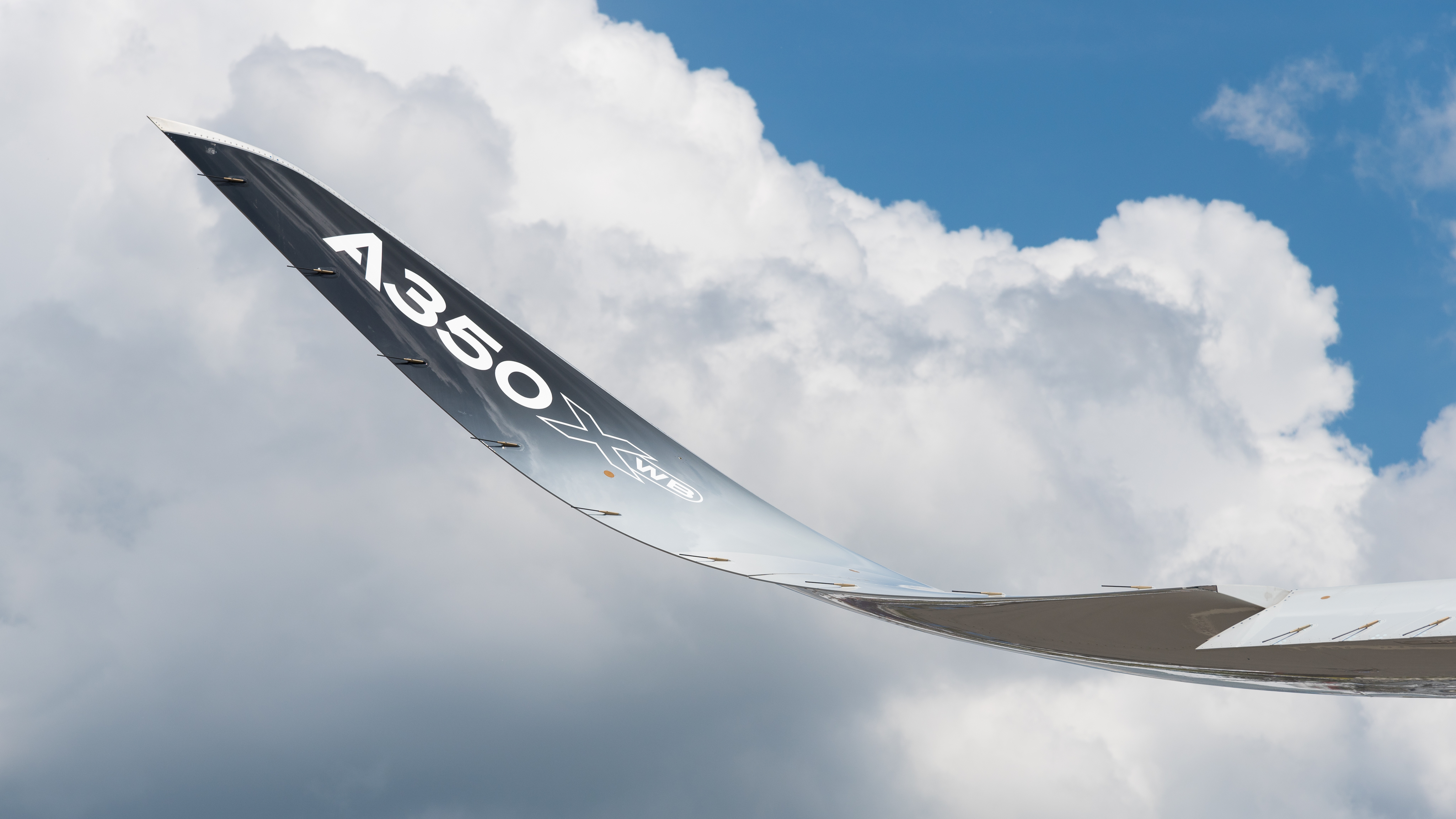
طرف جناح إيرباص إيه 350

رسم خطي لدوامات قمة الجناح خلف قمة الجناح التقليدية (على اليسار) والجناح المخلوط (على اليمين)

أجهزة طَرَف الجناح (Wingtip devices) أو قمة الجناح تهدف إلى تحسين كفاءة الطائرات ذات الأجنحة الثابتة عن طريق تقليل السحب. على الرغم من وجود عدة أنواع من أجهزة طرف الجناح التي تعمل بطرق مختلفة، فإن تأثيرها المقصود دائمًا هو تقليل سحب الطائرة عن طريق الاسترداد الجزئي لطاقة دوامة الطرف. يمكن لأجهزة طَرَف الجناح أيضًا تحسين خصائص التعامل مع الطائرة وتعزيز السلامة للطائرات التالية لها على المسار. تزيد هذه الأجهزة من نسبة العرض إلى الارتفاع الفعالة للجناح دون زيادة كبيرة في طول الجناح. سيؤدي تمديد الامتداد إلى خفض السحب الناجم عن الرفع، ولكنه سيزيد من السحب الطفيلي وسيتطلب ذلك تعزيز قوة الجناح ووزنه. في مرحلة ما، لا توجد فائدة صافية من زيادة الامتداد. قد تكون هناك أيضًا اعتبارات تشغيلية تحد من جناحيها المسموح به (على سبيل المثال، العرض المتاح عند بوابات المطار).
تعمل أجهزة طَرَف الجناح على زيادة الرفع المتولد عند قمة الجناح (عن طريق تسهيل تدفق الهواء عبر الجناح العلوي بالقرب من الحافة) وتقليل السحب الناجم عن الرفع الناجم عن دوامات قمة الجناح، مما يحسن نسبة الرفع إلى السحب. هذا يزيد من كفاءة الوقود في الطائرات التي تعمل بالطاقة ويزيد السرعة عبر البلاد في الطائرات الشراعية، وفي كلتا الحالتين يزيد المدى. تشير دراسات القوات الجوية الأمريكية إلى أن تحسنًا معينًا في كفاءة الوقود يرتبط ارتباطًا مباشرًا بالزيادة السببية في نسبة الرفع إلى السحب للطائرة.

## التاريخ المبكر

### لوحات نهاية الجناح

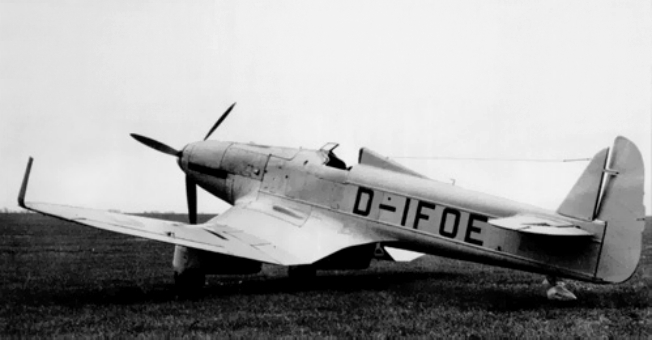
نموذج الطائرة Ha 137، المزودة بامتدادات الجناح الرأسي، حوالي 1935-1937

يعود المفهوم الأولي إلى عام 1897، عندما حصل المهندس الإنجليزي فريدريك دبليو لانشيستر على براءة اختراع لألواح نهاية الجناح كوسيلة للتحكم في دوامات قمة الجناح. في الولايات المتحدة، حصل المهندس الإسكتلندي المولد ويليام إي. سومرفيل على براءة اختراع لأول اطَرَاف جناح وظيفية في عام 1910. قام سومرفيل بتثبيت الأجهزة على تصميماته المبكرة ذات السطحين والطائرة الواحدة. حصل فينسينت بورنيلي على براءة اختراع أمريكية رقم: 1,774,474 عن «وسائل التحكم في الطائرة» في 26 أغسطس، 1930.
لم تتسبب الألواح الطرفية المسطحة البسيطة في تقليل السحب، لأن الزيادة في سحب المظهر الجانبي كانت أكبر من الانخفاض في السحب المستحث.

### أطراف جناح هورنر

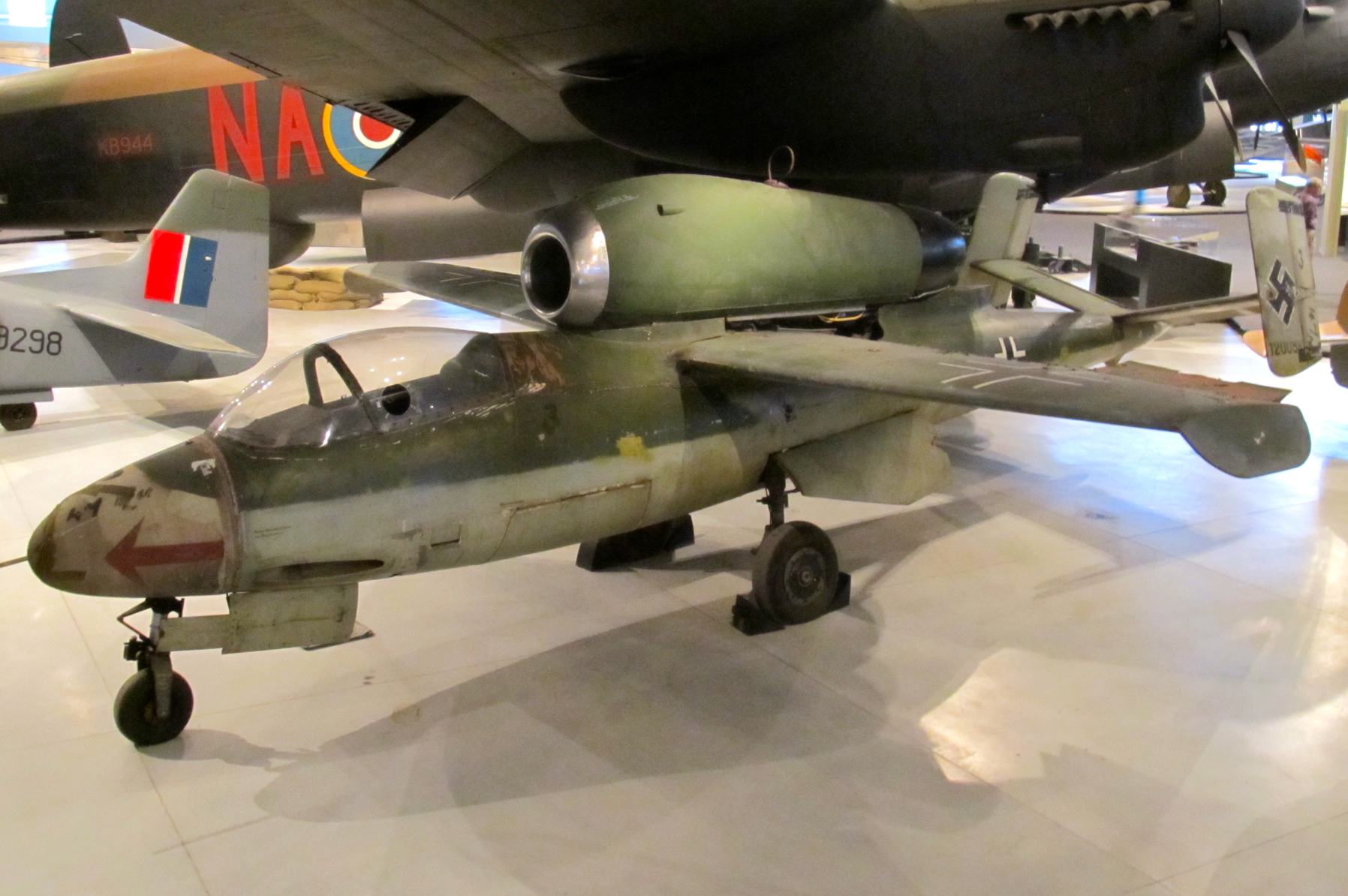
هاينكل هي 162 إيه مع أجهزة طَرَف جناح من ليبيش -أورين

بعد نهاية الحرب العالمية الثانية، كان الدكتور سيغارد ف. هورنر باحثًا رائدًا في هذا المجال، حيث كتب ورقة فنية نُشرت في عام 1952 دعت فيها رؤوس الأجنحة المتدلية التي ركزت أطرافها الخلفية المدببة على دوامة قمة الجناح الناتجة بعيدًا عن سطح الجناح العلوي. غالبًا ما يطلق على رؤوس الأجنحة المتدلية اسم «طرف هورنر» ("Hoerner tips") تكريماً له. استفادت الطائرات الشراعية والطائرات الخفيفة من طرف هورنر لسنوات عديدة.
كان أول تنفيذ معروف لـ «جهاز طليعة الجناح» على طراز هورنر مائل للأسفل على طائرة نفاثة خلال الحرب العالمية الثانية. كان هذا هو ما يسمى بـ «ليبيش-أورين» (ليبيش-ears)، ويُزعم أنه يُنسب إلى مصمم مسرشميت مي 163 ألكسندر ليبيش، وأضيف لأول مرة إلى النماذج الأولية الثالثة والرابعة لطائرة هاينكل هي 162 (Spatz). المقاتل الخفيف للتقييم. تم إجراء هذه الإضافة من أجل مواجهة خاصية اللفافة الهولندية الموجودة في تصميم هي 162 الأصلي، والمتعلقة بجناحيها بزاوية ثنائية السطح ملحوظة. أصبحت هذه ميزة قياسية لما يقرب من 320 طائرة مقاتلة من طراز هي 162 إيه تم بناؤها، مع مئات أخرى من هياكل الطائرات هي 162 إيه لم تنته بحلول يوم النصر في أوروبا.

## وينقليت

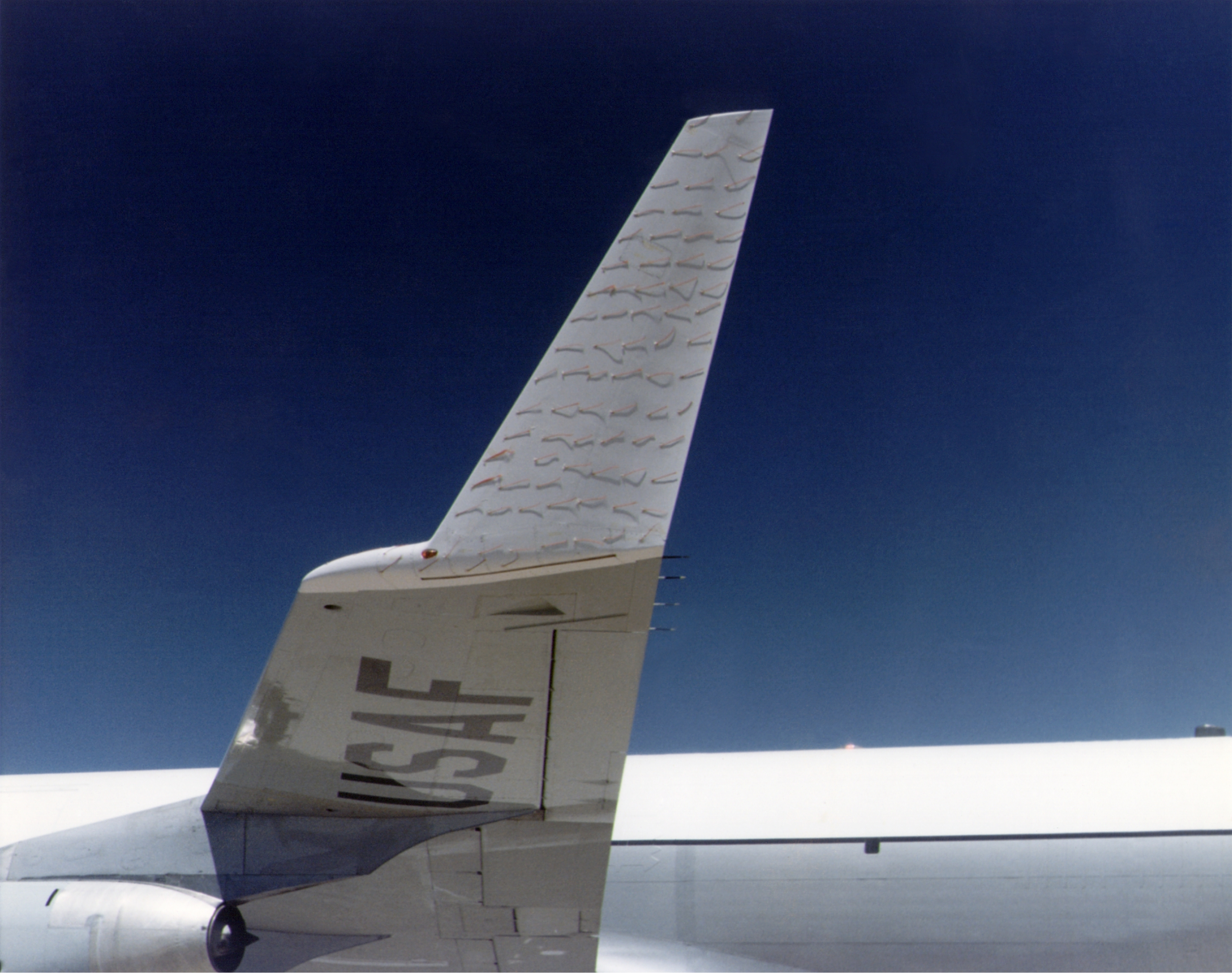
طَرَف الجناح على كيه سي -135 ستراتوتانكر مع خصلات متصلة تظهر تدفق الهواء أثناء اختبارات وكالة ناسا في 1979-1980

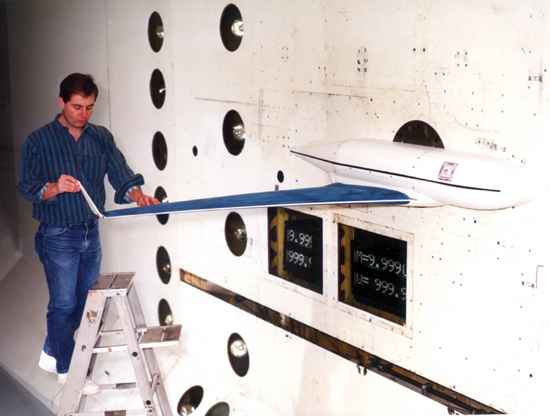
اختبارات رفرفة الأجنحة من طراز غلف ستريم الخامسة في نفق الرياح لانغلي التابع لناسا

تم استخدام مصطلح «الجناح الصغير» سابقًا لوصف سطح رفع إضافي على متن طائرة، مثل مقطع قصير بين العجلات على الهيكل السفلي الثابت. استخدم بحث ريتشارد ويتكومب في سبعينيات القرن الماضي في وكالة ناسا لأول مرة الجناح بمعناه الحديث الذي يشير إلى الامتداد شبه الرأسي لطرف الجناح. تعتبر الزاوية العلوية (أو غير القابلة) للجناح، وزاويته الداخلية أو الخارجية (أو إصبع القدم)، بالإضافة إلى حجمه وشكله، ضرورية للأداء الصحيح وهي فريدة من نوعها في كل تطبيق. تضرب دوامة قمة الجناح، التي تدور حولها من أسفل الجناح، السطح المحدب للجناح، وتولد قوة تنحرف إلى الداخل وإلى الأمام قليلاً، مماثلة لقارب شراعي يبحر قريبًا. يقوم الجناح بتحويل بعض الطاقة المهدرة في دوامة قمة الجناح إلى قوة دفع واضحة. يمكن أن تكون هذه المساهمة الصغيرة جديرة بالاهتمام على مدى عمر الطائرة، بشرط أن تعوض الفائدة تكلفة تركيب وصيانة الأجنحة. 
فائدة أخرى محتملة لللاطَرَاف الجناح هي أنها تقلل من شدة دوامات اليقظة. تلك الدرب خلف الطائرة وتشكل خطرا على الطائرات الأخرى. تملي هذه العوامل الحد الأدنى من متطلبات التباعد بين عمليات الطائرات في المطارات إلى حد كبير. الطائرات مصنفة حسب الوزن (على سبيل المثال «خفيف»، «ثقيل»، إلخ.) لأن قوة الدوامة تزداد مع زيادة معامل رفع الطائرة، وبالتالي فإن الاضطراب المصاحب يكون أكبر في السرعة المنخفضة والوزن المرتفع، مما ينتج عنه زاوية مواجهة عالية. 
تزيد الأجنحة والأسوار على قمة الجناح من الكفاءة أيضًا عن طريق تقليل تداخل الدوامة مع تدفق الهواء الرقائقي بالقرب من أطراف الجناح، عن طريق «تحريك» التقاء الضغط المنخفض (فوق الجناح) والهواء عالي الضغط (أسفل الجناح) بعيدًا عن سطح الجناح. تسبب دوامات قمة الجناح اضطرابًا، ينشأ عند الحافة الأمامية من قمة الجناح وينتشر للخلف والداخل. يعمل هذا الاضطراب على «فصل» تدفق الهواء فوق قسم مثلث صغير من الجناح الخارجي، مما يؤدي إلى تدمير الرفع في تلك المنطقة. يحرك السياج / الجناح المنطقة التي تتشكل فيها الدوامة لأعلى بعيدًا عن سطح الجناح، حيث أن مركز الدوامة الناتجة يقع الآن عند طرف الجناح. 
تستخدم الطائرات مثل إيرباص إيه 340 وبوينغ 747-400 الأجنحة بينما التصميمات الأخرى مثل الإصدارات الأحدث من بوينغ 777 وبوينغ 747-8 لها رؤوس جناحيه. يزداد تحسين الاقتصاد في استهلاك الوقود من اطَرَاف جناح مع طول المهمة. تسمح اطَرَاف الجناح المخلوطة بزاوية انحدار للمواجهة مما يقلل مسافة الإقلاع.

### التنمية في وقت مبكر
ريتشارد تي ويتكومب، مهندس في مركز أبحاث لانغلي التابع لناسا، طور مفهوم هويرنر استجابة للزيادة الحادة في تكلفة الوقود بعد أزمة النفط عام 1973. من خلال تصميم الطيران الدقيق، أظهر أنه في لحظة انحناء معينة، يوفر الجناح شبه الرأسي انخفاضًا أكبر في السحب مقارنة بامتداد الامتداد الأفقي. تم اختبار تصميمات ويتكومب للطيران في 1979-80 من قبل فريق مشترك بين ناسا والقوات الجوية، باستخدام كيه سي -135 ستراتوتانكر الموجودة في مركز درايدن لأبحاث الطيران. تم استخدام لوكهيد إل-1011 وماكدونل دوغلاس دي سي-10 أيضًا للاختبار، وتم تنفيذ التصميم الأخير مباشرة بواسطة ماكدونل دوغلاس على مشتق أم دي-11، والذي تم طرحه في عام 1990.
في مايو 1983، فاز طالب في مدرسة ثانوية في مدرسة بوي الثانوية في ماريلاند بالجائزة الكبرى في المعرض الدولي الرابع والثلاثين للعلوم والهندسة في البوكيرك، نيو مكسيكو نتيجة بحثه عن أجهزة قمة الجناح لتقليل السحب. في الشهر نفسه، قدم براءة اختراع أمريكية لـ «جناح الجناح»، نُشر عام 1986.

### التطبيقات

#### ناسا
تطبيق ناسا الأكثر شهرة لأجهزة الجناح هو على بوينغ 747 طائرة حاملة المكوك. تم وضع الأجهزة على المثبتات الأفقية للطائرة 747، وتزيد من فعالية الطائرة الخلفية تحت وزن المركبة المدارية المكوك الفضائي، على الرغم من أنها كانت أكثر ثباتًا في الاتجاه منها لتقليل السحب.

#### طائرات رجال الأعمال

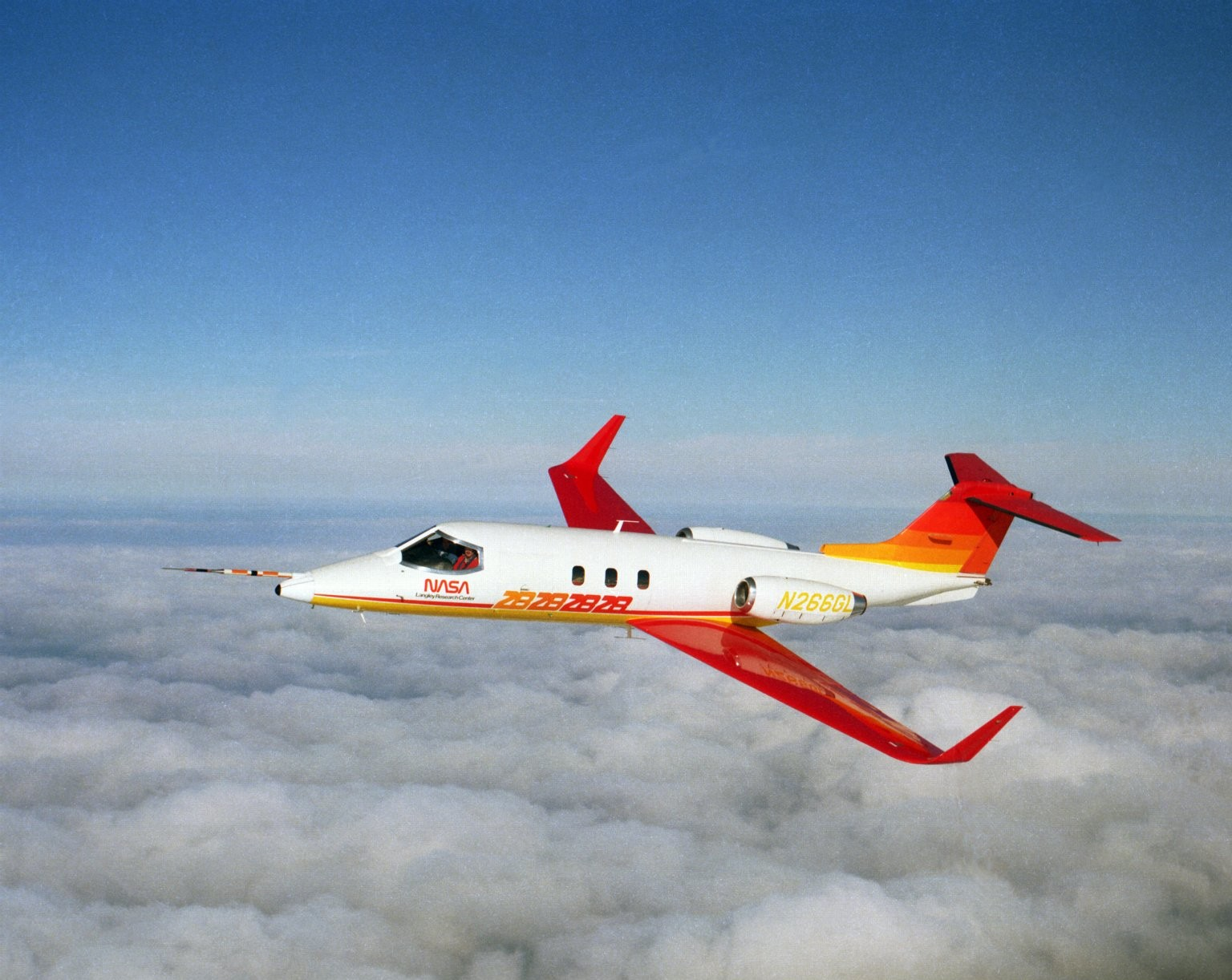
A ليرجيت 28/29، أول طائرة تجارية ذات اطَرَاف الجناح

عرضت ليرجيت النموذج الأولي ليرجيت 28 في 1977 National Business Aviation Association Convention. استخدمت اطَرَاف الجناح الأولى التي استخدمت على الإطلاق في إنتاج الطائرات، سواء كانت مدنية أو عسكرية. طور ليرجيت تصميم الجناح دون مساعدة ناسا. على الرغم من أن الطراز 28 كان يهدف إلى أن يكون نموذجًا أوليًا للطائرة التجريبية، إلا أن الأداء كان من النوع الذي أدى إلى التزام بالإنتاج من ليرجيت. وأظهرت اختبارات الطيران أن اطَرَاف الجناح زادت مداها بنحو 6.5 في المائة وحسنت ثبات الاتجاه. استمر تطبيق ليرجيت لاطَرَاف الجناح في إنتاج الطائرات مع طرز أحدث بما في ذلك ليرجيت 55 و31 و 60 و45 وليرجيت 40. 
قامت شركة غلف ستريم للطيران باستكشاف الأجنحة الصغيرة في أواخر السبعينيات من القرن الماضي وأدرجت اطَرَاف الجناح في غلف ستريم الثالثة وغلف ستريم الرابعة وغلف ستريم الخامسة في. نطاق غلف ستريم الخامسة يبلغ 6,500 nmi (12,000 كـم) تتيح طرقًا بدون توقف مثل نيويورك - طوكيو، وهي تحمل أكثر من 70 رقمًا قياسيًا عالميًا ووطنيًا للرحلات الجوية. ظهر المثبت الرأسي لاطَرَاف الجناح المجمعة من روتان على تصميم طائرة الأعمال بيتشكرافت ستارشب التي حلقت لأول مرة في عام 1986.
يتم تطبيق طَرَف الجناح أيضًا على طائرات رجال الأعمال الأخرى، مما يقلل من مسافة الإقلاع للعمل من المطارات الأصغر، ويسمح بارتفاعات أعلى للرحلات البحرية. على طول ااطَرَاف الجناح في التصميمات الجديدة، طور بائعو خدمات ما بعد البيع تعديلات تحديثية. يجب أن تختبر (Winglet Technology، LLC) في ويتشيتا، كانساس اطَرَاف الجناح الإهليلجية المصممة لزيادة نطاق الحمولة الصافية في الرحلات الساخنة والعالية لتعديل سايتايشن إكس.

#### تجريبي
تم تركيب اطَرَاف جناح تقليدية على روتان فوياجر، وهي أول طائرة تطوف حول العالم دون التزود بالوقود في عام 1986. ومع ذلك، فقد تضررت رؤوس أجنحة الطائرة عندما جروا على طول المدرج أثناء الإقلاع، مما أدى إلى إزالة حوالي 1 قدم (30 سـم). من كل قمة جناح، لذلك تمت الرحلة دون الاستفادة من اطَرَاف الجناح.

#### طَرَف الجناح السياج
يشير سياج قمة الجناح إلى الأجنحة بما في ذلك الأسطح الممتدة فوق وتحت قمة الجناح، كما هو موضح في أبحاث ويتكومب المبكرة. كلا السطحين أقصر من أو مكافئ لجناح له نفس الفوائد الديناميكية الهوائية. كانت طائرة إيرباص إيه 310-300 أول طائرة ذات أسوار قمة الجناح في عام 1985. اتبعت طرازات إيرباص الأخرى مع إيه 300-600 وإيه 320 سي إي أو وإيه 380. طرازات إيرباص الأخرى بما في ذلك إيه 320 المحسنة وإيه 320 نيو وإيه 350 وإيه 330 نيو لديها اطَرَاف جناح ممزوجة بدلاً من أسوار قمة الجناح. تستخدم طائرة أنتونوف أن-148 أسوار قمة الجناح.

#### اطَرَاف الجناح الجنيحة
أعلنت شركة بوينغ عن إصدار جديد من 747، 747-400، في عام 1985، بمدى وسعة موسعة، باستخدام مزيج من اطَرَاف الجناح وزيادة الامتداد لحمل الحمولة الإضافية. زادت اطَرَاف الجناح من نطاق 747-400 بنسبة 3.5٪ مقارنة بالطراز 747-300، والتي تعتبر بخلاف ذلك متطابقة من الناحية الديناميكية الهوائية ولكن لا تحتوي على اطَرَاف الجناح. تُفضل طَرَف الجناح للتصميمات المشتقة من بوينغ بناءً على المنصات الحالية، لأنها تسمح بإعادة استخدام المكونات الحالية إلى أقصى حد. تفضل التصميمات الأحدث زيادة الامتداد، أو الأجهزة الأخرى لأطراف الجناح أو مزيج من الاثنين، كلما أمكن ذلك. 
كانت طائرة إليوشن إي أل-96 أول طائرة روسية حديثة تتميز بطرف جناح صغيرة في عام 1988. كانت بومباردييه سي آر جيه 100/200 أول طائرة ركاب إقليمية تتميز بطرف جناح في عام 1992. أتبعت إيرباص إيه 340 / إيه 330 بطرف جناح معلبة في 1993/1994. كانت توبوليف تي يو-204 أول طائرة ذات جسم ضيق تتميز بطرف جناح في عام 1994. طائرة إيه 220 (née Cerie)، اعتبارًا من عام 2016، بها اطَرَاف جناح مرتجعة.

#### اطَرَاف جناح مخلوطة
يتم توصيل الجناح المخلوط بالجناح بمنحنى سلس بدلاً من الزاوية الحادة ويهدف إلى تقليل مقاومة التداخل عند تقاطع الجناح / الجناح. يمكن أن تتفاعل الزاوية الداخلية الحادة في هذه المنطقة مع تدفق الطبقة الحدودية مسببة سحبًا يحفز الدوامة، مما يؤدي إلى إبطال بعض فوائد الجناح الصغير. تقوم شركة افياشين بارتنرز التي تتخذ من سياتل مقراً لها بتطوير اطَرَاف جناح ممزوجة كتعديلات تحديثية على طائرات غلف ستريم الثانية وهوكر 800 وفالكون 2000.

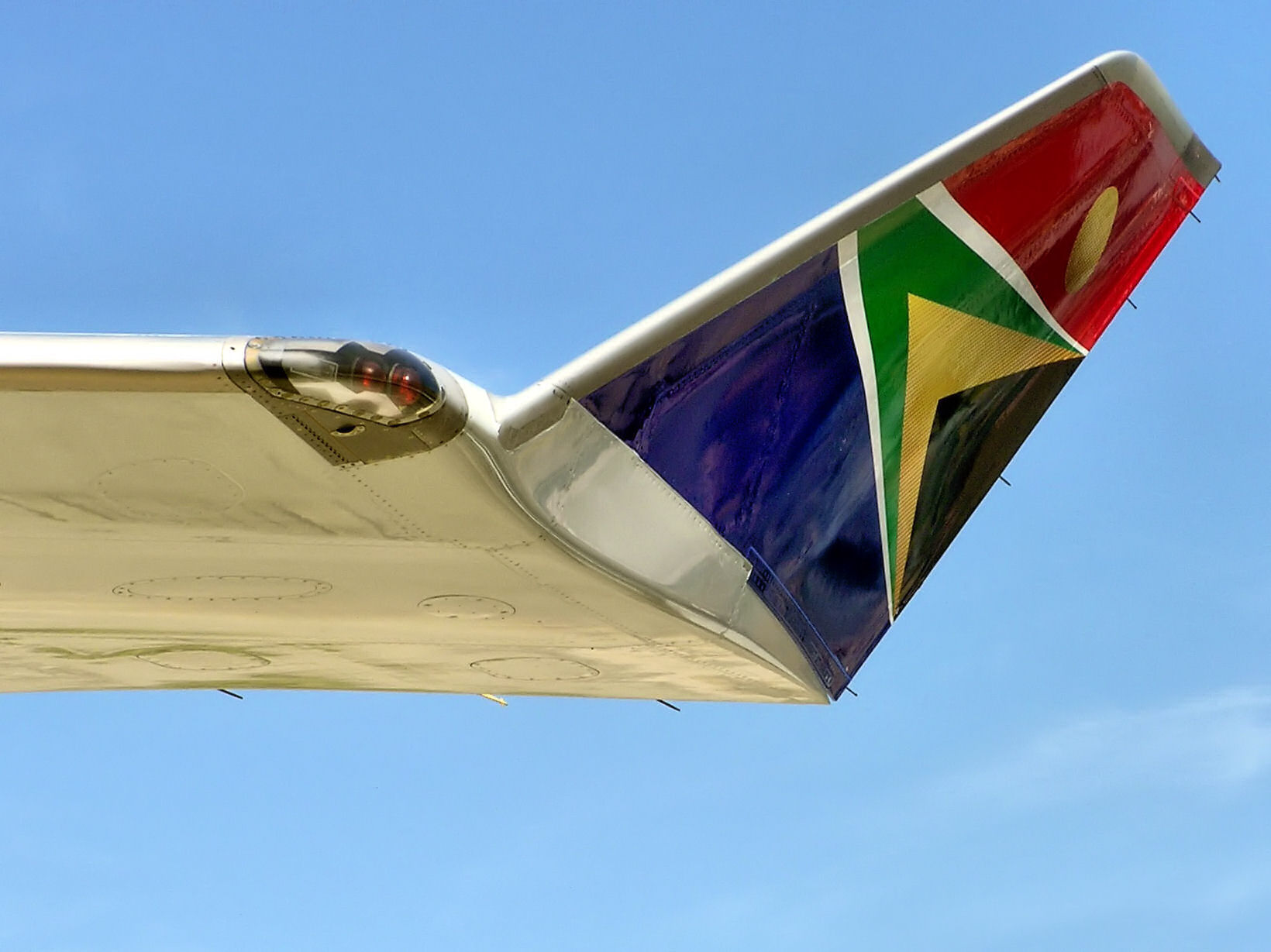
بوينغ 747-400 الجناح المظلل
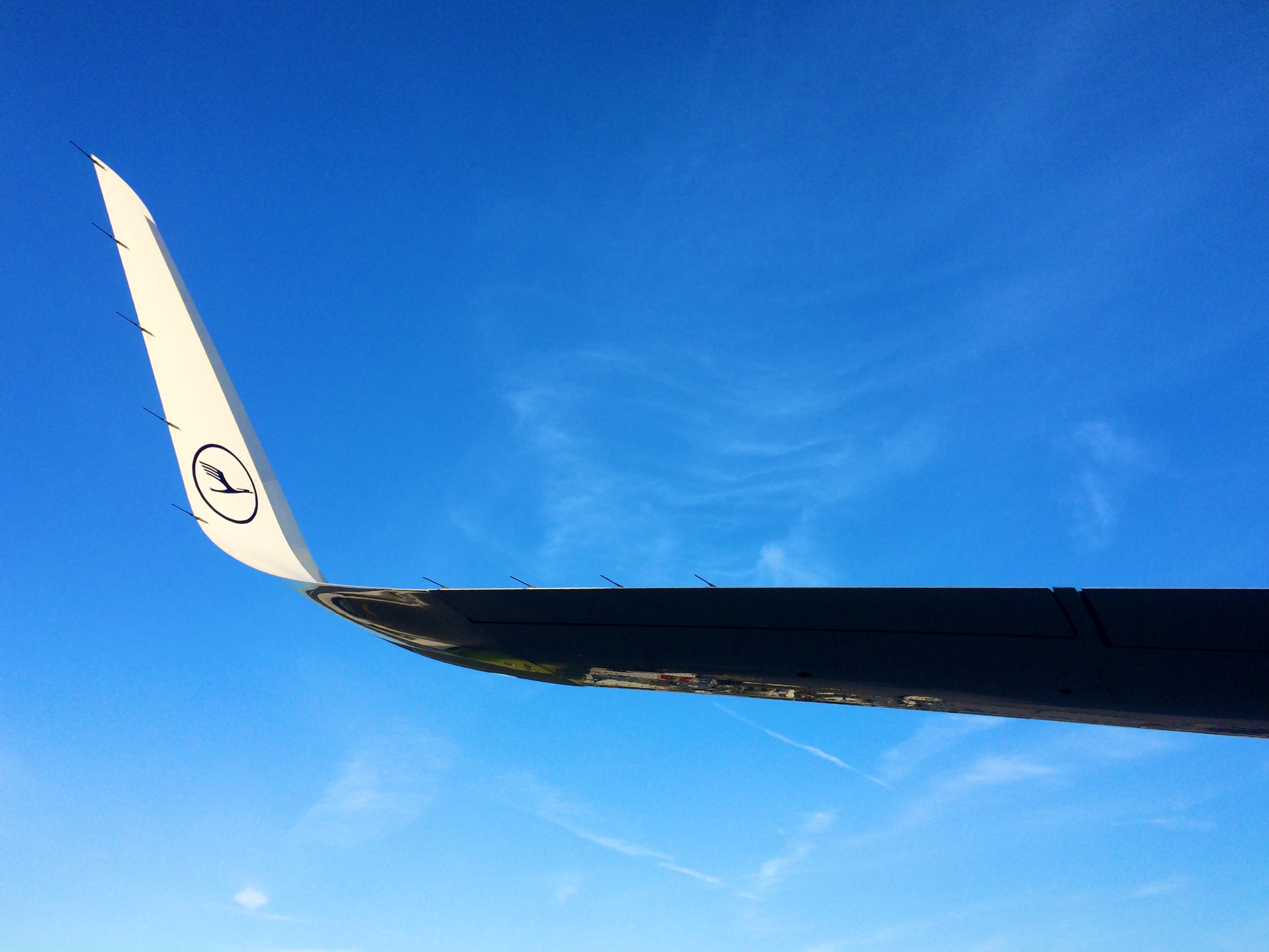
ايرباص A320 شاركليت
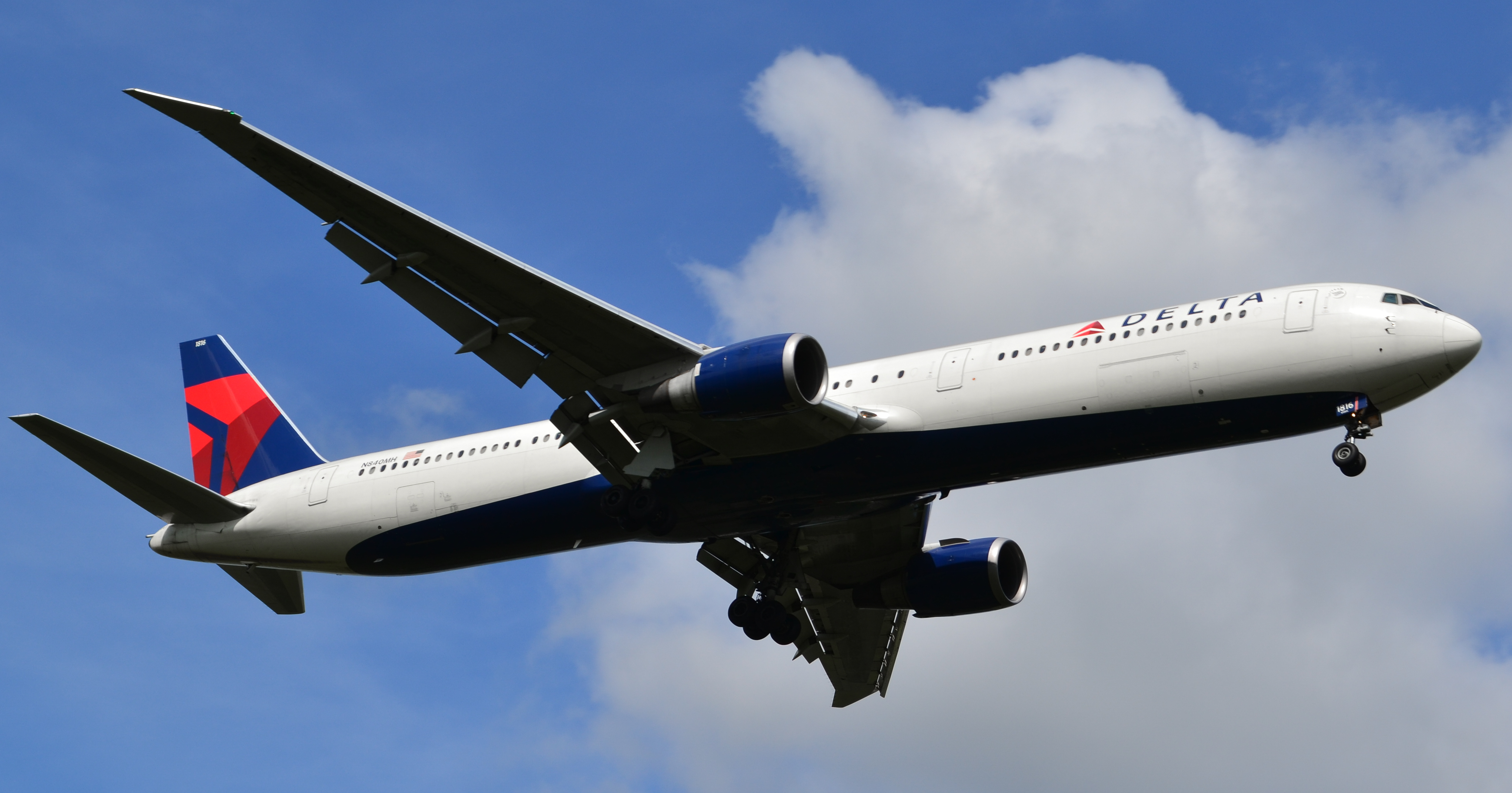
بوينغ 767-400إي آر مع أذرع الجناح
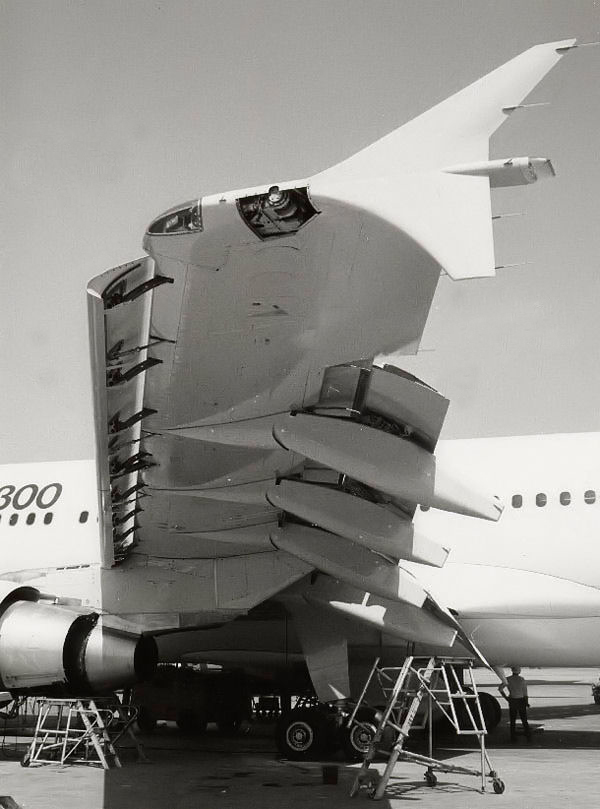
إإيرباص إيه 310-300 سياج من قمة الجناح

في 18 فبراير 2000، تم الإعلان عن اطَرَاف الجناح المخلوطة كخيار لطائرة بوينغ 737-800؛ تم تركيب أول مجموعة سفن في 14 فبراير 2001 ودخلت خدمة الإيرادات مع (Hapag-Lloyd Flug) في 8 مايو 2001. شركاء الطيران / بوينغ 8 قدم (2.4 م) تقلل التمديدات من استهلاك الوقود بنسبة 4٪ للرحلات طويلة المدى وتزيد المدى بمقدار 130 أو  200 nmi (240 أو  370 كـم) لطائرة 737-800 أو مشتقات بوينغ بيزنس جت كمعيار. تم طرح العديد من المشغلين أيضًا للطراز بوينغ 737 كلاسيك، حيث قاموا بتعديل أساطيلهم بهذه من أجل توفير الوقود.  تقدم شركة طيران بوينغ أيضًا اطَرَاف جناح مخلوطة للطائرات 757 و767-300إي آر. في عام 2006، اختبرت إيرباص اثنين من الأجنحة الممزوجة المرشحة، من تصميم شركة (Winglet Technology) وإيرباص لعائلة إيه 320. في عام 2009، أطلقت شركة إيرباص طرف جناحها المخلوط «شاركليت» ("Sharklet")، المصمم لتعزيز نطاق الحمولة الصافية لعائلة إيرباص إيه 320 وتقليل حرق الوقود بنسبة تصل إلى 4٪ على القطاعات الأطول.  هذا يتوافق مع تخفيض سنوي لثاني أكسيد الكربون بمقدار 700 طن لكل طائرة. تم تسليم طائرات A320 المزودة بـ «شاركليت» بداية من عام 2012. يتم استخدامها في إيه 320 نيو وإيه 330 نيو وإيه 350. يتم تقديمها أيضًا كخيار تحديثي.

#### راكد الجناح
يتم عرض رؤوس الأجنحة «راكد» (Raked)، حيث يتمتع طرف الجناح باجتراف أكبر للجناح أكثر من بقية الجناح، في بعض طائرات بوينغ التجارية لتحسين كفاءة استهلاك الوقود وأداء الإقلاع والتسلق. مثل الأجنحة الصغيرة، فإنها تزيد من نسبة العرض إلى الارتفاع الفعالة للجناح وتقلل من دوامات قمة الجناح، مما يقلل السحب الناجم عن الرفع. في الاختبارات التي أجرتها بوينغ وناسا، قللوا السحب بنسبة تصل إلى 5.5٪، مقارنة بـ 3.5٪ إلى 4.5٪ اطَرَاف الجناح التقليدية. في حين أن زيادة الامتداد ستكون أكثر فاعلية من الجناح بنفس الطول، فإن لحظة الانحناء الخاصة به تكون أكبر. أ 3 قدم (91 سـم) طَرَف الجناح يعطي مكاسب في الأداء بمقدار 2 قدم (61 سـم) تمتد ولكن لها قوة الانحناء 1 قدم (30 سـم) تمتد زيادة.
تقدم «راكد» (Raked) طَرَف الجناح العديد من مزايا تقليل الوزن مقارنة ببساطة بتوسيع نطاق الجناح الرئيسي التقليدي. في ظروف التصميم الهيكلي ذات عامل التحميل العالي، تتعرض الأوتار الأصغر لطرف الجناح لحمل أقل، وتؤدي إلى تحميل أقل على الجناح الرئيسي الخارجي. بالإضافة إلى ذلك، ينتج عن عملية الاجتراف المتقدمة وجود مركز الضغط في الخلف أبعد من الامتدادات البسيطة لمدى الأجنحة الرئيسية التقليدية. في عوامل الحمولة العالية، يتسبب هذا الموقع الخلفي النسبي لمركز الضغط في ثني قمة الجناح الممزقة بشكل أكبر إلى أسفل، مما يقلل من لحظة الانحناء على الجناح الداخلي. ومع ذلك، فإن الحركة الخلفية النسبية لمركز الضغط تزيد من الرفرفة.
كان من الممكن أن يكون لطائرة بوينغ 787-3 قصيرة المدى 51.7 م (170 قدم) جناحيها لتلائم الرمز (D) المرجعي للمطار لمنظمة الطيران المدني الدولي. تم تقليل جناحيها باستخدام الأجنحة الممزوجة بدلاً من رؤوس الأجنحة الممزقة.
تم تثبيت رؤوس الأجنحة «راكد» (Raked) على طائرة بوينغ 767-400إي آر (الرحلة الأولى في 9 أكتوبر 1999)، وطائرة بوينغ 777-200إل آر / 300إي آر / شحن (24 فبراير 2003)، وطائرة بوينغ بيه-8 بوسيدون المشتقة من 737 (25 أبريل 2009) وطائرة بوينغ 787 (15 ديسمبر 2009) وطائرة بوينغ 747-8 (8 فبراير 2010) وطائرة بوينغ 777 إكس. يحتوي جناح إمبراير إي-جت إي2 على قمة الجناح.

#### طرف مقسوم

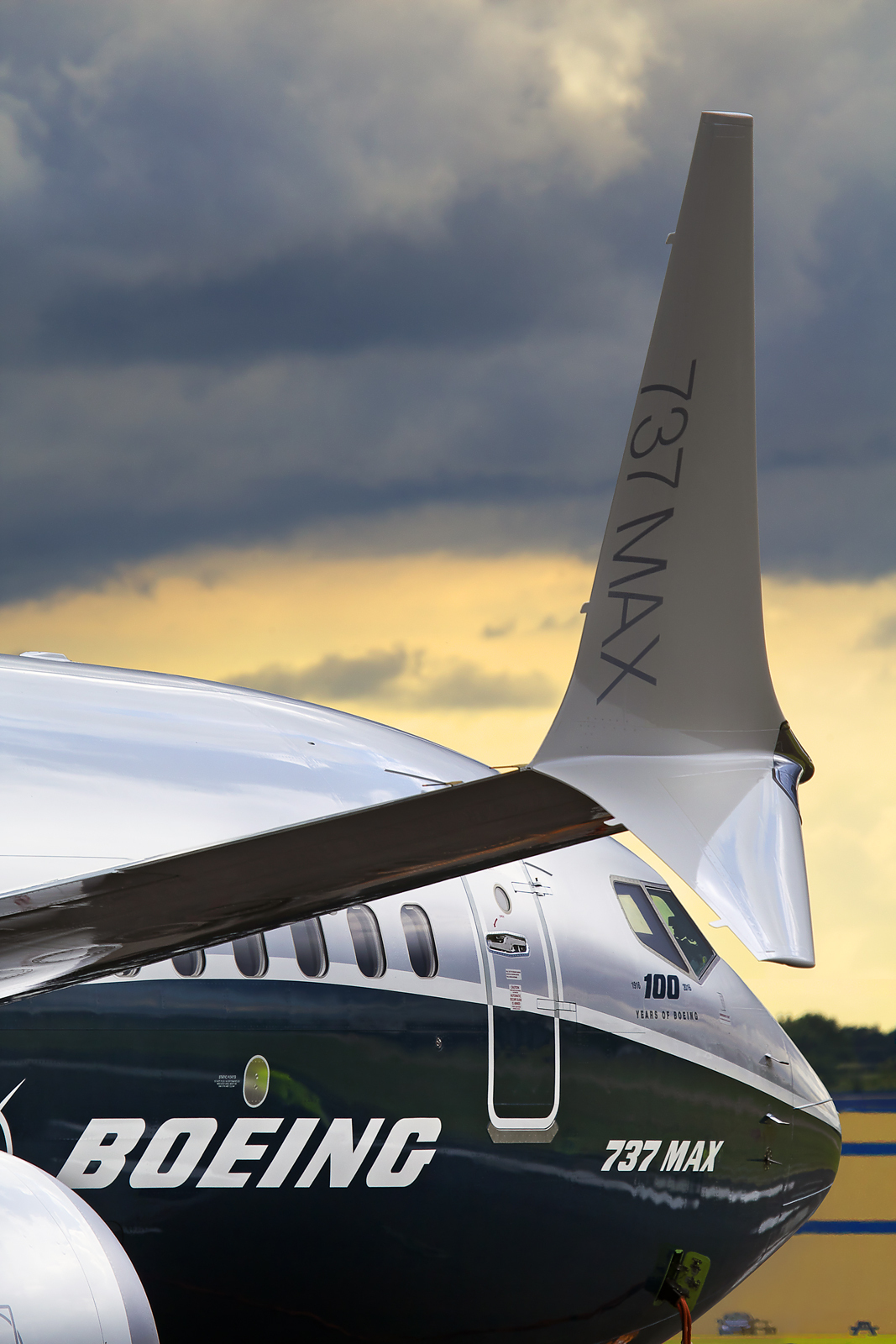
جناح الجناح 737 ماكس

كانت طائرة ماكدونل دوغلاس أم دي-11 أول طائرة ذات اطَرَاف جناح منقسمة الطرف في عام 1990.
بالنسبة للجيل القادم من طائرات 737، قدمت شركة افياشين بارتنرز بوينغ تصميمًا مشابهًا لجهاز 737 ماكس ذو قمة الجناح المعروف باسم (Split Scimitar Winglet)، مع شركة يونايتيد إيرلاينز كعميل الإطلاق.
تستخدم طائرة بوينغ 737 ماكس نوعًا جديدًا من أجهزة قمة الجناح. على غرار الهجين ثلاثي الاتجاهات بين الجناح وسور قمة الجناح وطرف الجناح، تدعي شركة بوينغ أن هذا التصميم الجديد يجب أن يوفر تحسنًا إضافيًا بنسبة 1.5٪ في الاقتصاد في استهلاك الوقود مقارنةً بالتحسن المتوقع بالفعل من 737 ماكس بنسبة 10-12٪.

#### الطائرات الشراعية

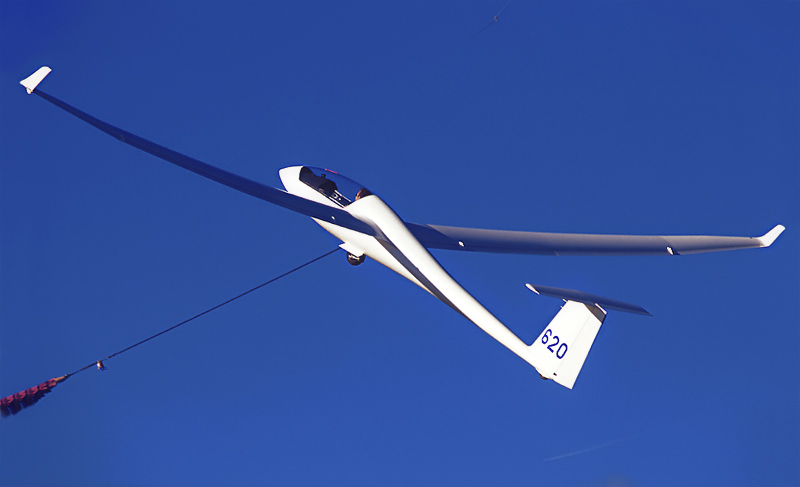
طائرة شراعية Schempp-Hirth Ventus-2 مع إطلاق ونش اطَرَاف جناح المصنع

في عام 1987، دعا المهندس الميكانيكي بيتر ماساك عالِم الديناميكا الهوائية مارك ماوغمر، الأستاذ المشارك في هندسة الطيران في جامعة ولاية بنسلفانيا، حول تصميم اطَرَاف الجناح لتحسين الأداء على سيارته 15 متر (49 قدم) جناحيها سباق الطائرة الشراعية. حاول آخرون تطبيق اطَرَاف جناح ويتكومب على الطائرات الشراعية من قبل، وقد قاموا بتحسين أداء التسلق، لكن هذا لم يعوض عقوبة السحب الطفيلية في رحلة بحرية عالية السرعة. كان ماساك مقتنعا بإمكانية التغلب على هذه العقبة. عن طريق التجربة والخطأ، طوروا في النهاية تصميمات أجنحة ناجحة لمسابقات الطيران الشراعي، باستخدام جناح هوائي جديد (PSU–90–125)، صممه ماوغمر خصيصًا لتطبيق طَرَف الجناح. في بطولة العالم للطائرات الشراعية لعام 1991 في أوفالدي، تكساس، ذهبت جائزة أعلى سرعة إلى طائرة شراعية ذات جناحي محدود بطول 15 مترًا ومجهزة بجناحين، متجاوزة السرعة القصوى في الدرجة المفتوحة غير المحدودة، وهي نتيجة استثنائية. واصل ماساك الفوز في مسابقة الولايات المتحدة للطائرات الشراعية التي يبلغ طولها 15 متراً عام 1993، مستخدماً اطَرَاف جناح على نموذجه الأولي مسك سيميتار.

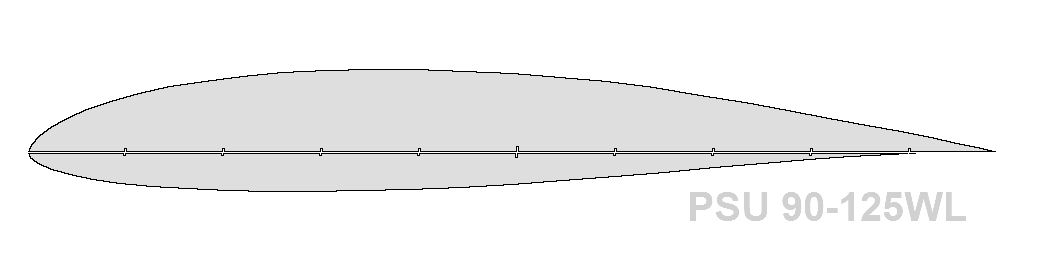
PSU- 90-125 الملف الشخصي لجناح الجناح

تم تعديل اطَرَاف جناح مسك في الأصل لإنتاج الطائرات الشراعية، ولكن في غضون 10 سنوات من تقديمها، تم تجهيز معظم الطائرات الشراعية عالية الأداء من المصنع بطرف جناح أو أجهزة أخرى ذات قمة الجناح. استغرق الأمر أكثر من عقد حتى تظهر اطَرَاف جناح لأول مرة على متن طائرة إنتاج، وهو التطبيق الأصلي الذي كان محور تطوير وكالة ناسا. ومع ذلك، بمجرد إثبات مزايا اطَرَاف الجناح في المنافسة، كان تبنيها سريعًا مع الطائرات الشراعية. غالبًا ما يكون فارق النقاط بين الفائز والوصيف في المنافسة الشديدة أقل من واحد بالمائة، لذلك حتى التحسن البسيط في الكفاءة يعد ميزة تنافسية كبيرة. قام العديد من الطيارين غير المنافسين بتركيب اطَرَاف جناح للتعامل مع الفوائد مثل زيادة معدل اللف وسلطة اللف وتقليل الميل لموقف طرف الجناح. الفوائد جديرة بالملاحظة، لأن اطَرَاف جناح الطائرة الشراعية يجب أن تكون قابلة للإزالة للسماح بتخزين الطائرة الشراعية في مقطورة، لذلك عادةً ما يتم تثبيتها فقط حسب تفضيل الطيار. 
غلاسر-ديركس DG-303، تصميم مشتق مبكرًا بالطائرة الشراعية، يشتمل على اطَرَاف جناح كمعدات قياسية في المصنع.

## قمة الجناح غير المستوية

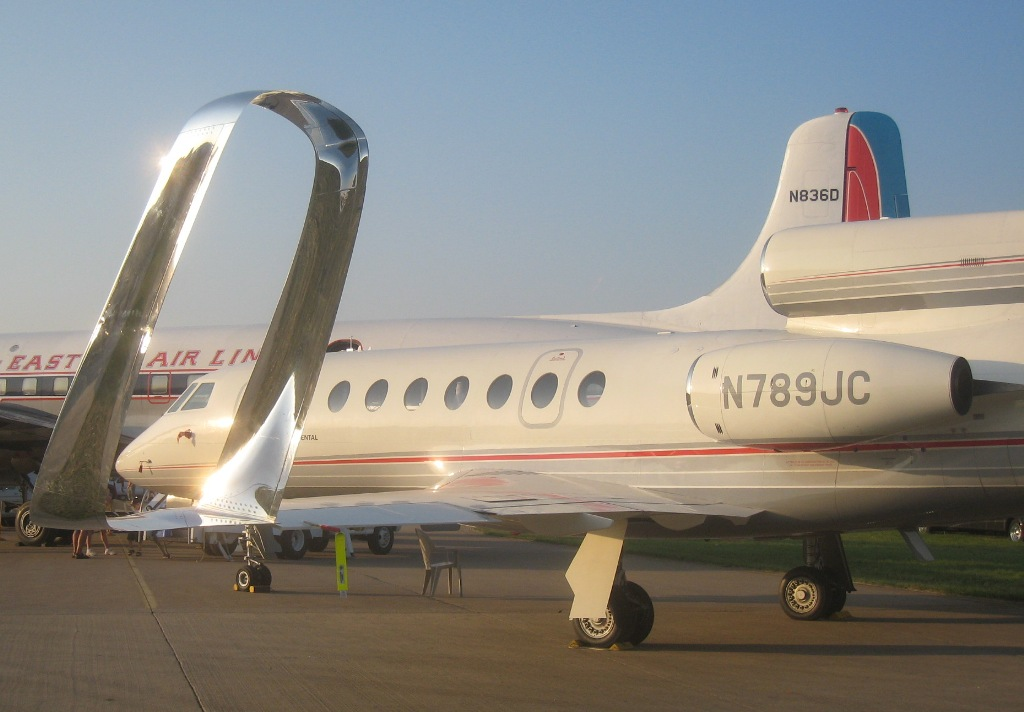
فالكون 50 بجناح حلزوني صغير

طور شركاء الطيران (Aviation Partners) واختبروا الطيران جنيحًا حلزونيًا مغلق السطح على طائرة فالكون 50 في عام 2010.
عادة ما تكون رؤوس الأجنحة غير المستوية مائلة إلى الأعلى في تكوين جناح متعدد السطوح، مما يزيد من ثنائي السطوح المحلي بالقرب من طرف الجناح، مع تصميمات الأجنحة متعددة السطوح نفسها التي تحظى بشعبية في تصميمات نموذج الطيران الحر لعقود. توفر رؤوس الأجنحة غير المستوية ميزة التحكم في الاستيقاظ لاطَرَاف الجناح، مع عقوبة سحب أقل طفيلية، إذا تم تصميمها بعناية. غالبًا ما يتم تحريك طرف الجناح غير المستوي للخلف مثل قمة الجناح الممزقة ويمكن أيضًا دمجه مع جناح صغير. الجناح هو أيضًا حالة خاصة من قمة الجناح غير المستوية. 
استخدم مصممو الطائرات في الغالب تصميمات للأجنحة المستوية ذات السطح الثنائي البسيط بعد الحرب العالمية الثانية، قبل إدخال اطَرَاف الجناح. مع القبول الواسع لاطَرَاف الجناح في تصاميم الطائرات الشراعية الجديدة في التسعينيات، سعى المصممون إلى زيادة تحسين الأداء الديناميكي الهوائي لتصميمات قمة الجناح. تم تعديل اطَرَاف جناح الطائرات الشراعية في الأصل مباشرةً إلى الأجنحة المستوية، مع وجود منطقة انتقالية صغيرة تقريبًا ذات زاوية يمنى. بمجرد تحسين أداء الجناح نفسه، تحول الانتباه إلى الانتقال بين الجناح والجناح. كان التطبيق الشائع هو تقليص منطقة الانتقال من وتر طرف الجناح إلى وتر الجناح وإعادة منطقة الانتقال للخلف، لوضع الجناح في الوضع الأمثل. إذا كان الجزء المخروطي مرنًا لأعلى، فيمكن أيضًا تقليل ارتفاع الجناح. في نهاية المطاف، استخدم المصممون أقسامًا متعددة غير مستوية، كل منها يتأرجح بزاوية أكبر، مع الاستغناء عن اطَرَاف جناح بالكامل.
يستخدم شيمب-هيرث ديسكس-2 وشيمب-هيرث دو ديسكس رؤوس الأجنحة غير المستوية.

## جهاز الجناح النشط

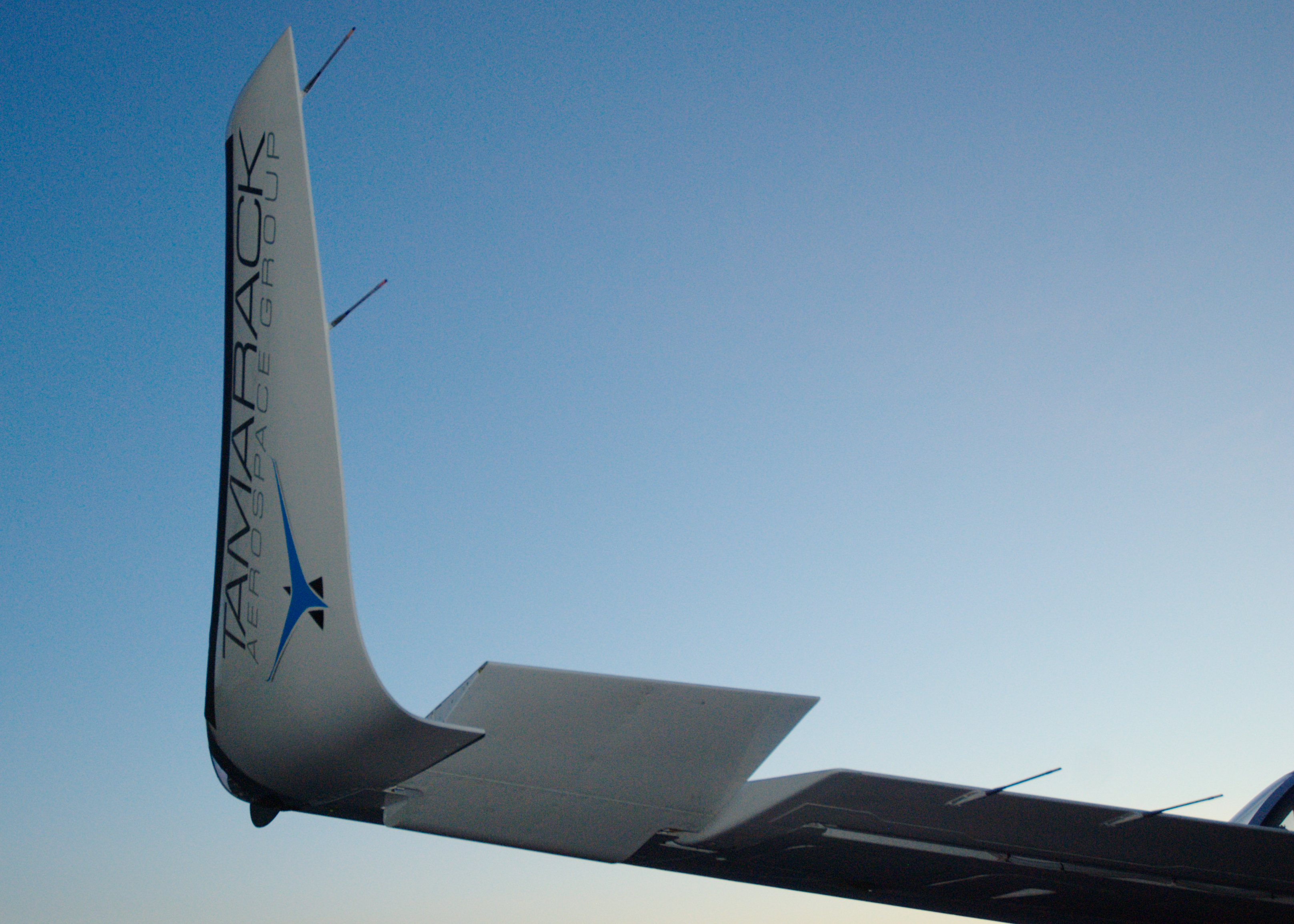
جهاز طرف الجناح النشط لـ تمراك ايروسبيس

حصلت مجموعة تمراك ايروسبيس، وهي شركة تأسست في عام 2010 من قبل المهندس الإنشائي للفضاء نيكولاس غويدا، على براءة اختراع لنظام تخفيف الحمل التكنولوجي النشط (ATLAS)، وهو نسخة معدلة من جهاز طرف الجناح. يستخدم النظام «تمراك أكتيف كامبر سيرفيس» (TACS) «لإيقاف» تأثيرات جهاز قمة الجناح بشكل ديناميكي عندما تتعرض الطائرة لأحداث شديدة الارتفاع مثل العواصف الكبيرة أو عمليات الانسحاب الشديدة. (TACS) عبارة عن لوحات متحركة، تشبه اللوحات أو الجنيحات، على الحافة الخلفية لتمديد الجناح. يتم التحكم في النظام من خلال النظام الكهربائي للطائرة ومؤازرة عالية السرعة يتم تنشيطها عندما تستشعر الطائرة حدث ضغط قادم، مما يحاكي بشكل أساسي طرف الجناح المشغل. ومع ذلك، فإن قمة الجناح نفسها ثابتة ونظام (TACS) هو الجزء المتحرك الوحيد من نظام قمة الجناح. قدمت تاماراك (ATLAS) لأول مرة لطائرة عائلة سيسنا سايتايشن، وقد تم اعتمادها للاستخدام من قبل إدارة الطيران الفيدرالية ووكالة سلامة الطيران التابعة للاتحاد الأوروبي.

## تشغيل جهاز الجناح
كان هناك بحث حول تشغيل أجهزة قمة الجناح، بما في ذلك طلب براءة الاختراع المودع، على الرغم من عدم استخدام أي طائرة حاليًا لهذه الميزة كما هو موصوف. كانت رؤوس أجنحة إكس بي-70 فالكيري قادرة على التدلي للأسفل أثناء الطيران، لتسهيل رحلة ماخ 3 باستخدام الموجة.

## استخدم على شفرات دوارة
تُستخدم أجهزة طَرَف الجناح أيضًا في المروحة الدوارة ودوار المروحية وشفرات توربينات الرياح لتقليل السحب وتقليل القطر وتقليل الضوضاء و/أو تحسين الكفاءة. من خلال تقليل دوامات طرف شفرة الطائرة التي تتفاعل مع سطح الأرض أثناء الإقلاع والتدريج، يمكن لهذه الأجهزة أن تقلل الضرر الناجم عن الأوساخ والأحجار الصغيرة الملتقطة في الدوامات.

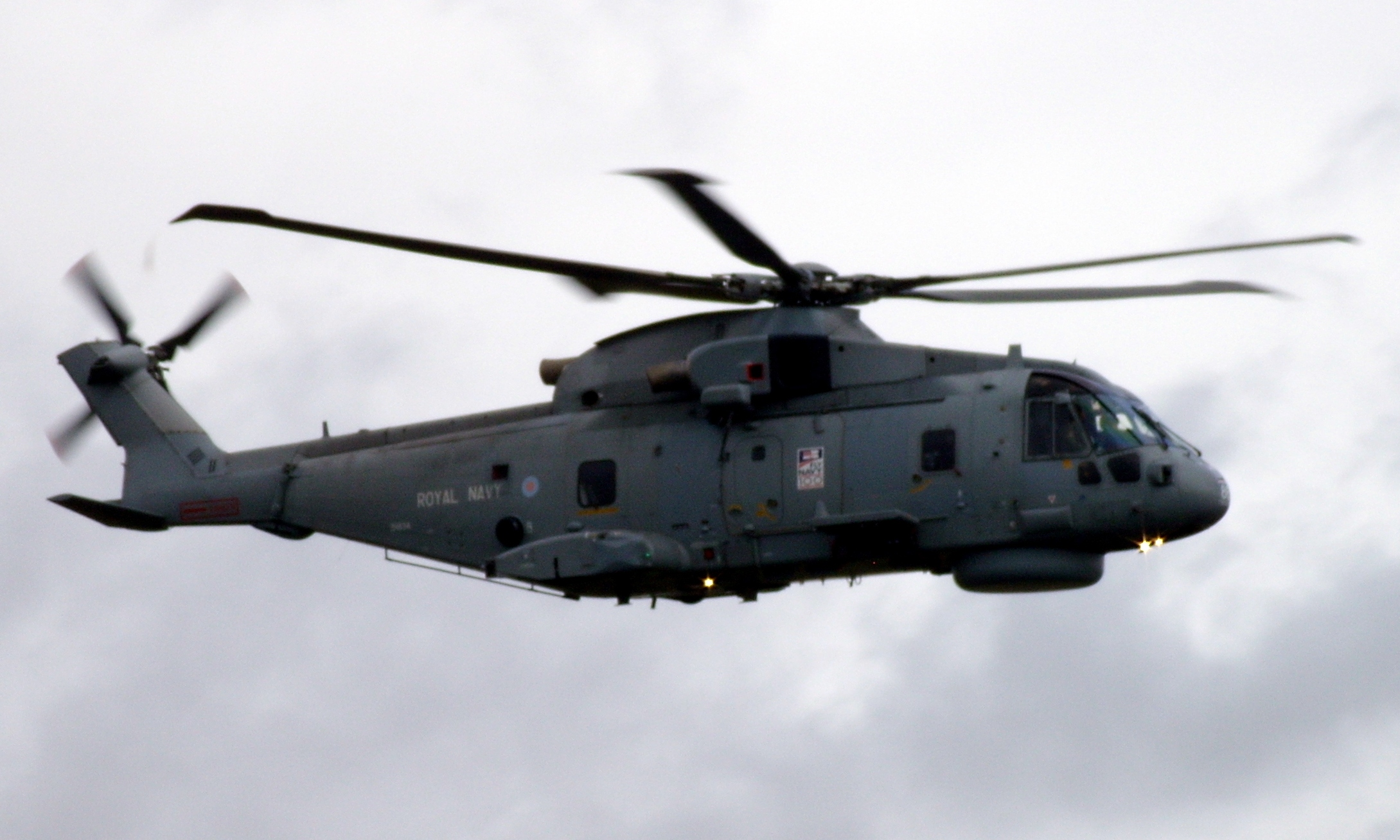
أغستاوستلاند إيه دبليو 101 ميرلين تعرض دوار BERP  [لغات أخرى]‏ مع ملف جانبي مميز لطرف الشفرة
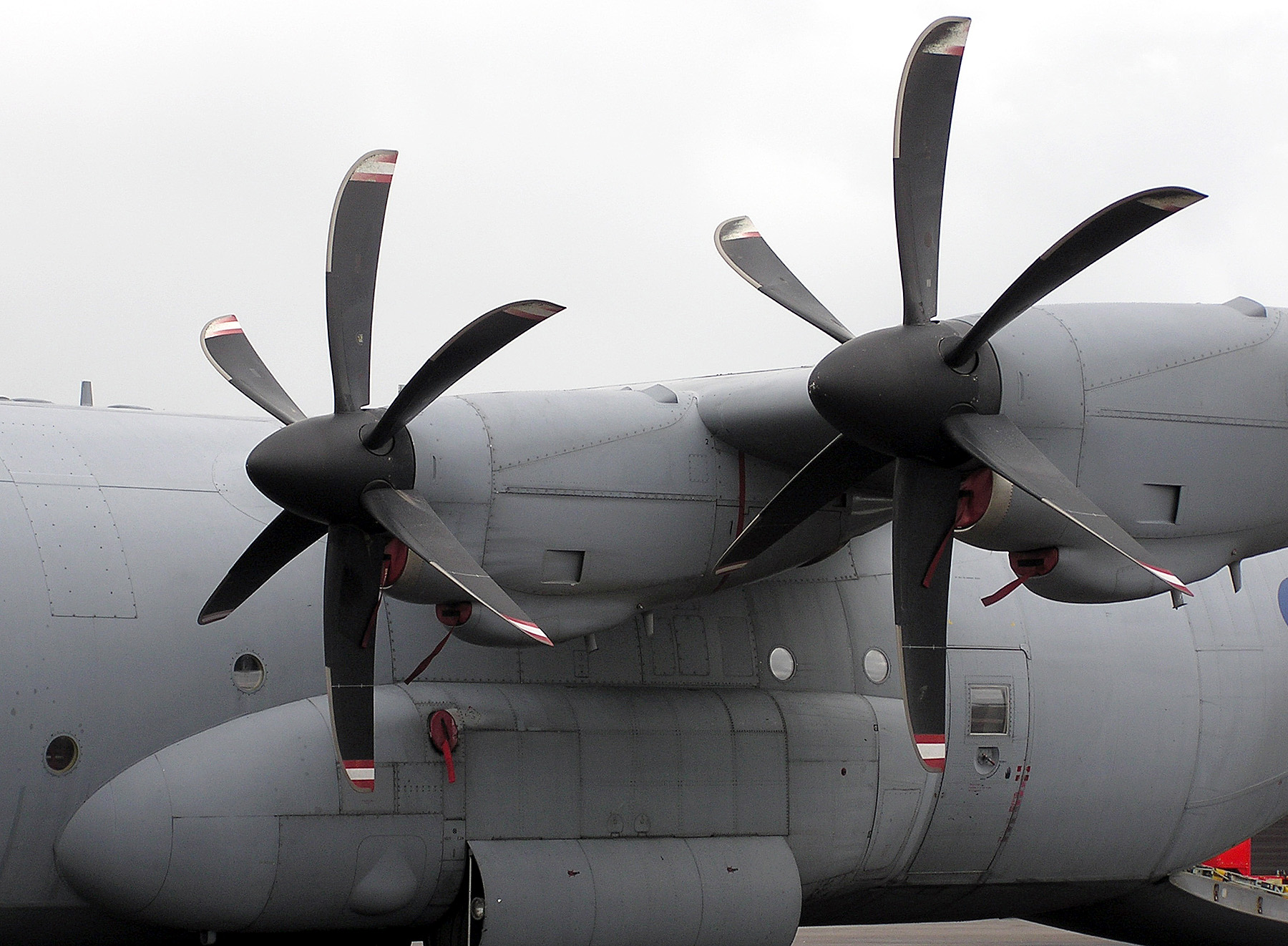
لوكهيد مارتن سي-130 جيه سوبر هركيوليزسي-130 جيه سوبر هركيوليز تعرض مراوح السيف  [لغات أخرى]‏ مع أطراف ممزقة
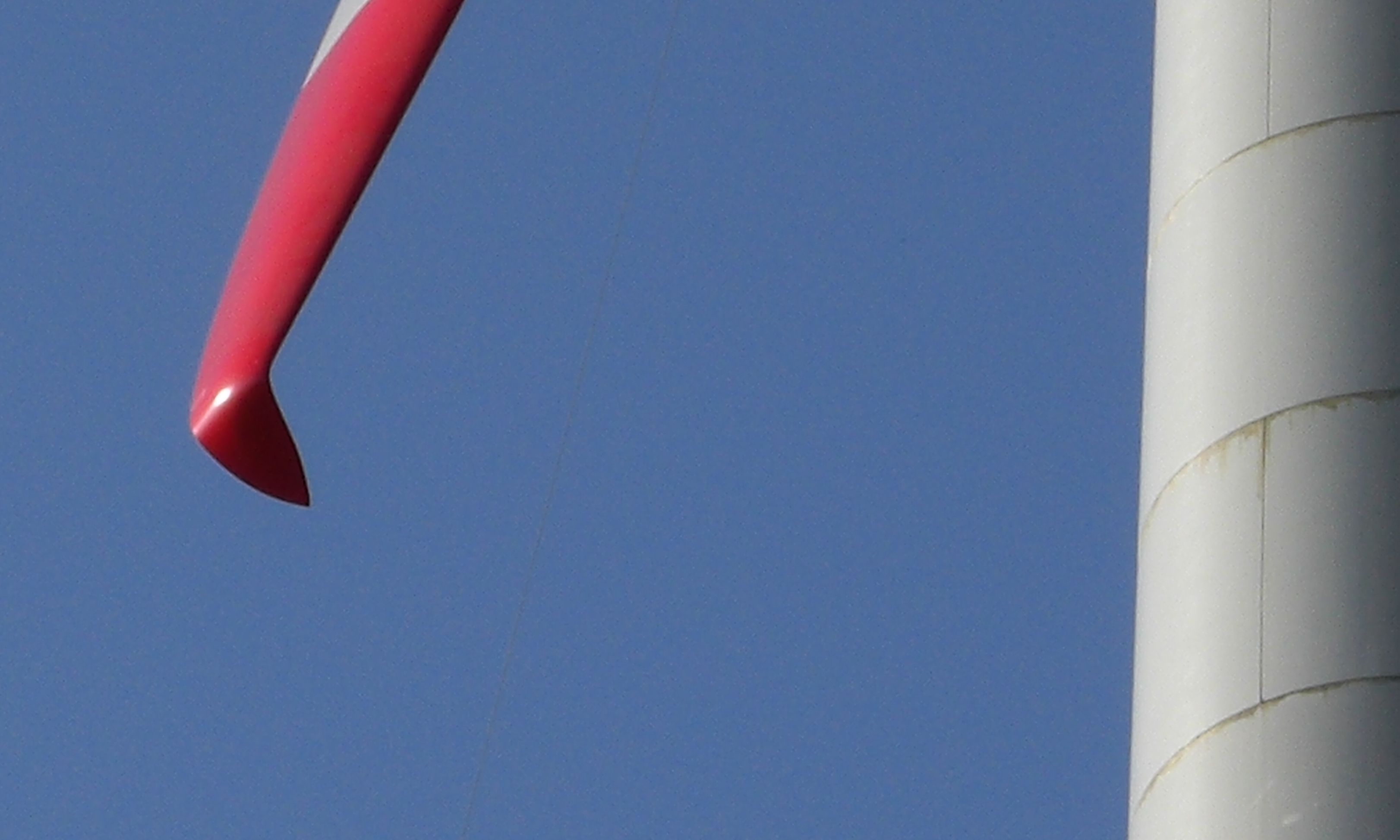
عرض تفصيلي لجهاز طرف الجناح على شفرة توربينية رياح دوارة
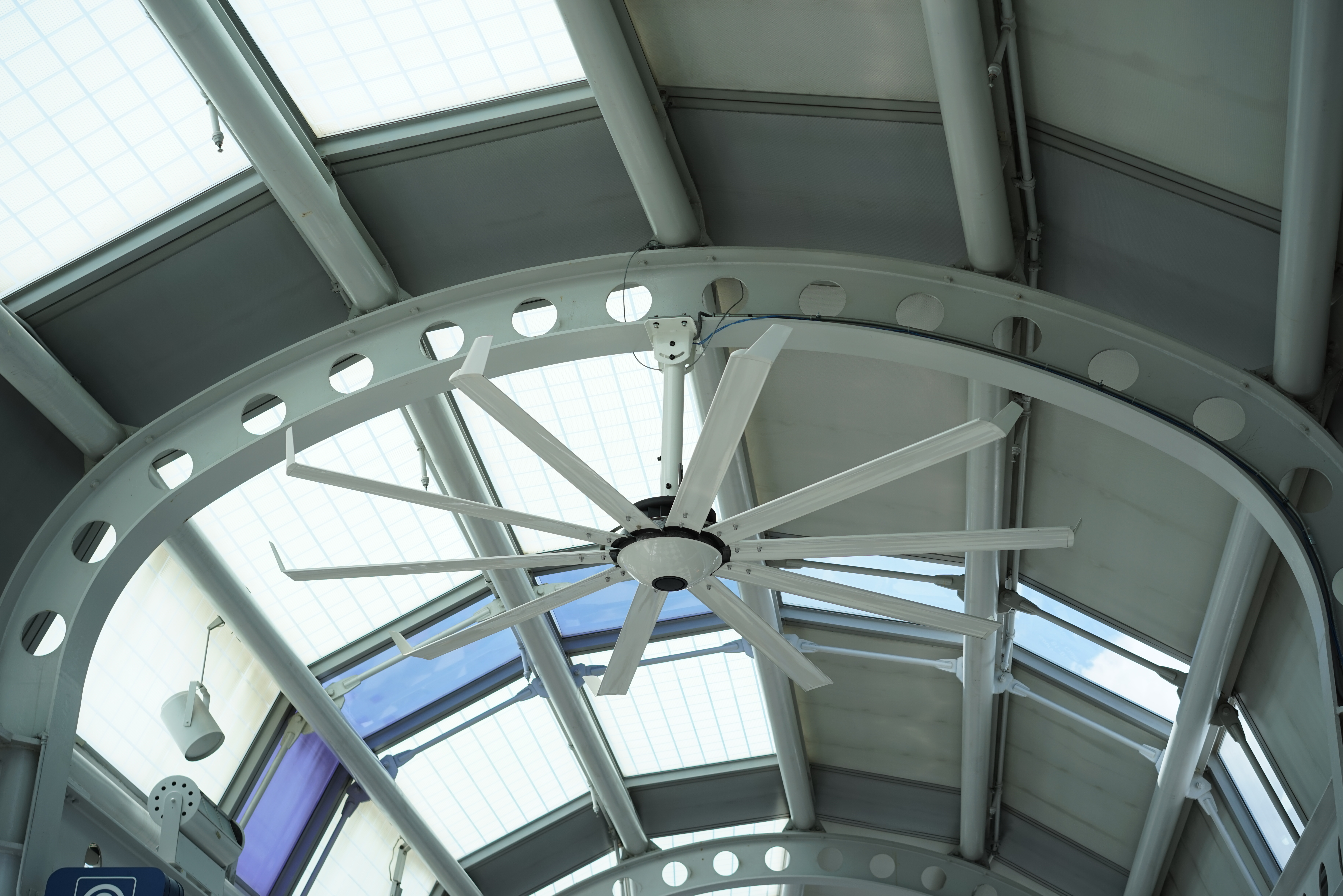
مروحة سقف مزودة بأجهزة طرف الجناح

### تطبيقات الطائرات العمودية

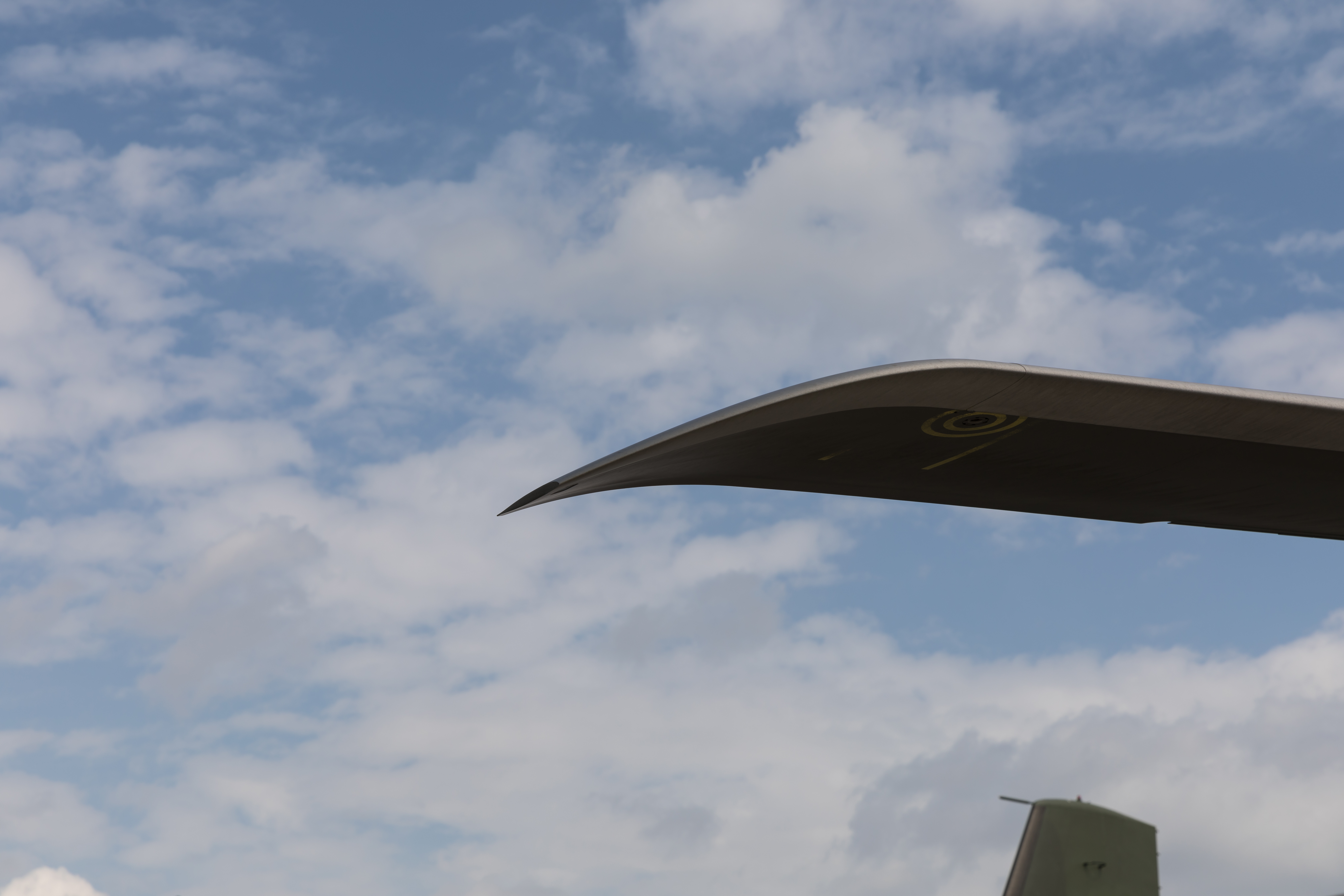
جهاز طَرَف الجناح على إن إتش إندوستريز إن إتش-90

شفرات الدوار الرئيسية لـ أغستاوستلاند إيه دبليو 101 (المعروفة سابقًا باسم EH101) لها شكل طرف مميز؛ وجد الطيارون أن تصميم الدوار هذا يغير مجال الغسيل ويقلل من اللون البني مما يحد من الرؤية في المناطق المتربة ويؤدي إلى وقوع حوادث.

### تطبيقات المروحة
قامت شركة هارتزل بروبللير بتطوير المروحة "Q-tip" المستخدمة في بايبر بيه إيه-42 شايان والعديد من أنواع الطائرات الأخرى ذات الأجنحة الثابتة عن طريق ثني أطراف الشفرة للخلف بزاوية 90 درجة للحصول على نفس الدفع من قرص مروحة بقطر منخفض؛ تقلل سرعة طرف المروحة المخفّضة الضوضاء، وفقًا للشركة المصنعة. زادت مراوح السيف الحديثة من الارتداد عند الأطراف، بحيث تشبه طرفًا ممشطًا على جناح الطائرة.

### تطبيقات أخرى
تحتوي بعض مراوح السقف على أجهزة طرف الجناح. زعمت شركة (Big Ass Fans) المصنعة للمروحة أن مروحة إيزيس، المجهزة بأجهزة طرف الجناح، تتمتع بكفاءة عالية. ومع ذلك، بالنسبة لبعض التصميمات ذات الحجم الكبير والسرعة المنخفضة، قد لا تعمل أجهزة قمة الجناح على تحسين الكفاءة. تم تقديم تطبيق آخر لنفس المبدأ على عارضة «كأس أمريكا» - اليخت الأسترالي أستراليا الثاني لعام 1982، الذي صممه بن ليكسين.

## روابط خارجية
- Peter Masak (1991). "Winglet Design for Sailplanes". مؤرشف من الأصل في 2022-12-09.
- Martin Hepperle (مايو 1993). "A close Look at Winglets". International Nurflügelmeeting des MFC Osnabrück. مؤرشف من الأصل في 2022-08-19.
- "Winglet benefits". Flight International. 1 مايو 1996. Winglets could bring operational benefits to the Boeing 747-200F. مؤرشف من الأصل في 2022-08-19.
- "New Boeing 777-300ER Bristles with Technology" (Press release). Boeing. 16 أكتوبر 2003. مؤرشف من الأصل في 2022-12-06.
- Joe Yoon (2 نوفمبر 2003). "Boeing 767 Raked Wingtips". Aerospaceweb.org. مؤرشف من الأصل في 2022-08-19.
- "Winglets: making their presence felt" (PDF). Aircraft Technology Engineering & Maintenance. أبريل–مايو 2004. مؤرشف من الأصل (PDF) في 2022-08-19.
- Doug McLean (2005). "Wingtip Devices: What They Do and How They Do It" (PDF). Performance and Flight Operations Engineering Conference. Boeing. مؤرشف من الأصل (PDF) في 2022-09-25.
- "The benefits of winglets and performance enhancing kits" (PDF). Aircraft Commerce. ع. 109. ديسمبر 2016 – يناير 2017. مؤرشف من الأصل (PDF) في 2023-03-17.